# Ibtissam Merras
Ibtissam Merras (en arabe : ابتسام مراس) est une femme politique marocaine. 
Elle a été élue députée dans la liste nationale, lors des élections législatives marocaines de 2016 avec l'Union socialiste des forces populaires. Elle fait partie du groupe parlementaire du même parti, et siège dans la Commission des secteurs sociaux.